# 561

## Esdeveniments
- 17 de juliol - Roma: El papa Joan III és escollit com a successor de Pelagi I.
- Regne dels Francs: Amb la mort de Clotari I, el regne queda dividit entre els seus fills: París per a Caribert I, Borgonya per a Guntram, Austràsia per a Sigebert I i Nèustria per a Khilperic I.
- Braga (Regne dels sueus): Sant Martí, és nomenat bisbe de la ciutat.

## Necrològiques
- 4 de març - Roma: Pelagi I, papa.
- 29 de novembre - Compiègne (Regne dels Francs): Clotari I, rei merovingi.
- Osca (Tarraconense): Sant Victorià d'Assan, abat.